# Valerie Gaunt
Valerie Gaunt (Stratford-upon-Avon, 26 giugno 1932 – Isola di Wight, 27 novembre 2016) è stata un'attrice britannica.

## Filmografia
- La maschera di Frankenstein (The Curse of Frankenstein), regia di Terence Fisher (1957)
- Dracula il vampiro (Dracula), regia di Terence Fisher (1958)